# Józef Różański

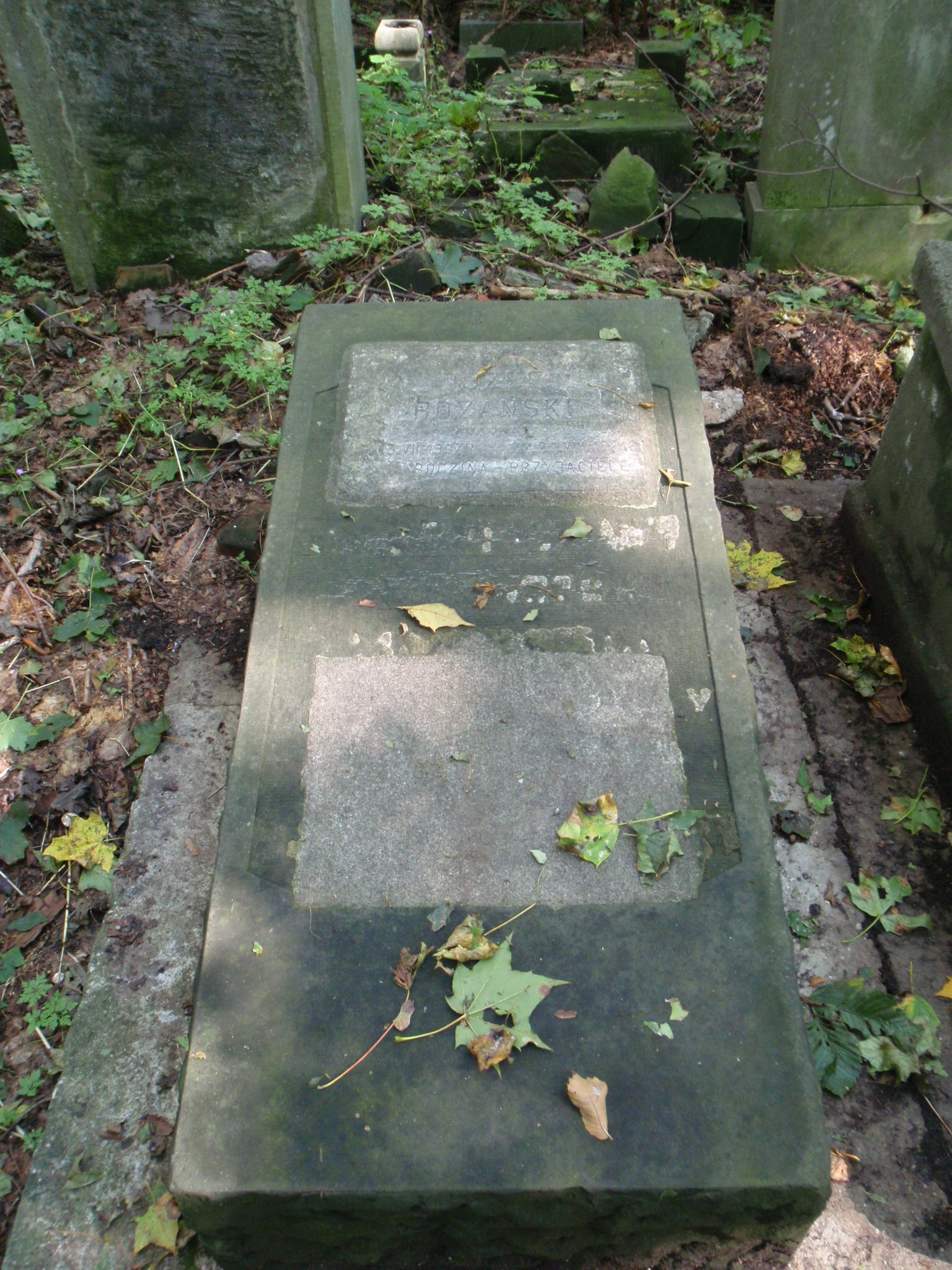
Grób Józefa Różańskiego na Cmentarzu Żydowskim w Warszawie

Józef Różański, także Jacek Różański, pierwotnie Józef Goldberg (ur. 13 lipca 1907 w Warszawie, zm. 21 sierpnia 1981 tamże) – polski prawnik, oficer NKWD i MBP, poseł na Sejm Ustawodawczy, zbrodniarz stalinowski.

## Życiorys

### Lata młodości
Urodził się w Warszawie w rodzinie żydowskiej, jako syn działacza syjonistycznego i redaktora Abrahama Goldberga (1880–1933) i jego żony Anny (Chany) Różańskiej (zm. 1927). Miał dwoje starszego rodzeństwa: siostrę Julię (Judytę, zm. 1943) i brata Beniamina, znanego później jako Jerzy Borejsza (1905–1952).
Po rozpadzie małżeństwa Chany Różańskiej i Abrahama Goldberga w 1909, dwoje starszych dzieci zamieszkało z ojcem, natomiast Józef z matką (do 1914). Chana Różańska pochodziła z zamożnej rodziny żydowskiej, była rzeźbiarką amatorką. Abraham Goldberg zamieszkiwał z dziećmi początkowo u swego starszego brata Israela w Warszawie, a po pewnym czasie związał się z pochodzącą z bardzo zamożnej rodziny warszawskich Żydów Ewą Glass. Około 1915 wraz z Ewą Glass i wszystkimi dziećmi Abraham Goldberg zamieszkał w kamienicy przy ulicy Chłodnej 17/50 w Warszawie.
Różański do ósmego roku życia pobierał nauki w domu, a od 1915 podobnie jak brat uczęszczał do męskiego gimnazjum żydowskiej spółki Chinuch w Warszawie, którego budynek znajdował się przy placu Krasińskich 3 w Warszawie. Będąc w szóstej klasie zorganizował nielegalne kółko samokształceniowe o orientacji marksistowskiej. Został relegowany ze szkoły, ale pozwolono mu na powrót i zdanie matury w 1925. Po maturze rozpoczął studia na Wydziale Prawa Uniwersytetu Warszawskiego, które ukończył w 1929. Zarówno w dokumentach szkolnych, jak i akademickich podawał wyznanie mojżeszowe. Mimo iż w 1929 otrzymał on dowody doktoranckie nie uzyskał stopnia doktora i brak jakichkolwiek śladów jego działalności naukowej. W 1930 został aplikantem sądowym i do 1933 odbywał praktykę przy Sądzie Apelacyjnym w Warszawie, ale do egzaminu sędziowskiego nie przystąpił. W 1936 zdał egzamin adwokacki stając się członkiem Warszawskiej Izby Adwokackiej i rozpoczął samodzielną praktykę, którą prowadził aż do wybuchu wojny.
W czasie studiów zaangażował się w działalność Związku Niezależnej Młodzieży Socjalistycznej (ZNMS), już po wyłonieniu się z niego Organizacji Młodzieży Socjalistycznej „Życie”. Po krótkim okresie działalności w „Życiu” został przyjęty do Związku Młodzieży Komunistycznej w Polsce (ZMK), po czym wstąpił w szeregi Komunistycznej Partii Polski (KPP), gdzie pracował w Centralnym Biurze Żydowskim. W 1932 wszedł w skład Sekretariatu Krajowego KC KPP. Wyjeżdżał za granicę, m.in. do Palestyny i Paryża, gdzie w 1937 uczestniczył we Wszechświatowym Kongresie Żydowskim i nawiązywał liczne kontakty w środowiskach zajmujących się kwestiami emigracji Żydów do Palestyny. Prawdopodobnie już podczas studiów rozpoczął współpracę z NKWD, jego współpraca po uzyskaniu aplikacji i rozpoczęciu praktyki adwokackiej nie ulega żadnej wątpliwości.
Związał się z działaczką komunistyczną Belą Frenkiel (1907–1988), którą poznał podczas kuracji w Śródborowie k. Warszawy. Przeżył z nią razem resztę życia, ale nie zawarł formalnego związku. Bela Frenkiel (od 1945 Izabella Różańska) zdała maturę w żydowskim gimnazjum koedukacyjnym „Buki”, następnie bez powodzenia studiowała przez dwa lata prawo na Uniwersytecie Warszawskim, a później Uniwersytecie Lwowskim im. Jana Kazimierza, skąd została relegowana. W 1927 przyjęto ją do KPP. Po wojnie w latach 1952–1956 pracowała na stanowisku kierownika Centralnej Kartoteki KC PZPR.

### Podczas II wojny światowej
Po agresji ZSRR na Polskę wraz z Belą Frenkiel przedostał się na tereny okupacji sowieckiej, do Kostopola, gdzie obydwoje pracowali w powiatowym, a następnie rejonowym NKWD. Sam we własnoręcznym życiorysie podał swoje stanowisko w NKWD: pracownik „gosudarstwiennoj biezopasnosti”. W 1940 został wezwany do Lwowa, gdzie rozpoczął pracę w Oddziale Politycznym NKWD dla polskich jeńców 1939 – pełnił funkcję oficera polityczno-wychowawczego oraz służył za tłumacza. Słynął z donosicielstwa do NKWD na wszystkich, w tym także na swoich towarzyszy, za różne odchylenia. W tym czasie zaskarbił sobie względy późniejszego założyciela bezpieki – gen. NKWD Iwana Sierowa. 22 czerwca 1941 roku dobrowolnie wstąpił do Armii Czerwonej, a 27 czerwca tegoż roku został rozkazem Berii odwołany z powrotem do NKWD. Po ataku Niemiec na ZSRR udał się wraz z lwowskim NKWD do obozu jeńców w Starobielsku, a następnie do Sarańska i Samarkandy. Latem 1941 w czasie ewakuacji tamtejszych więzień jako funkcjonariusz NKWD brał udział w rozstrzeliwaniu więźniów. Następnie wyjechał w głąb ZSRR, gdzie do 1943 pracował w NKWD.
W lutym 1944 roku wstąpił do 3  Dywizji im. Romualda Traugutta, gdzie ukończył dywizyjną szkołę oficerów polityczno-wychowawczych i rozpoczął pracę jako politruk w redakcji dywizyjnej gazety „Na Zachód”, a następnie w redakcji gazety I Armii „Zwyciężymy”. W kwietniu 1944 wraz z 3 Dywizją brał udział w walkach na Wołyniu, a w sierpniu na przyczółku warecko-magnuszewskim; został wówczas lekko kontuzjowany i odesłany na badanie do Lublina; tam – ze względu na swoje „kwalifikacje” – został przeniesiony z wojska do Resortu Bezpieczeństwa Publicznego PKWN.
Nie można jednoznacznie określić, kiedy Józef Goldberg zaczął posługiwać się panieńskim nazwiskiem swej matki Różański, ale na pewno posługiwał się nim już w 1944 roku, kiedy to rozpoczął pracę w resorcie bezpieczeństwa publicznego w Lublinie.
6 stycznia 1945 roku wystąpił z podaniem o przyjęcie do PPR. Rekomendację napisał mu Jerzy Siedlecki, który od 15 sierpnia 1944 roku pełnił funkcję kierownika Sekcji Śledczej resortu bezpieczeństwa publicznego.

### Praca w Ministerstwie Bezpieczeństwa Publicznego
9 września 1944 został referentem Sekcji 7 (Śledczej) resortu Bezpieczeństwa Publicznego, a 21 listopada 1944 – zastępcą kierownika tej sekcji. Od przekształcenia PKWN w Rząd Tymczasowy 1 stycznia 1945 był kierownikiem VIII Wydziału Ministerstwa Bezpieczeństwa Publicznego (MBP). 16 września 1945 został kierownikiem Wydziału IV Samodzielnego MBP (w stopniu majora służb bezpieczeństwa); w tym czasie mieszkał w Łodzi, przy ul. H. Sienkiewicza 55. 
1 lipca 1947 został pułkownikiem służb bezpieczeństwa i dyrektorem Departamentu Śledczego MBP w stopniu kapitana WP. Szybki awans w strukturach MBP zawdzięczał temu, że bez wahania wykonywał polecenia Bolesława Bieruta i Iwana Sierowa, wobec których był w pełni dyspozycyjny.

Ponurą sławę zdobyły metody śledcze Różańskiego, które sprowadzały się do dopasowywania materiału śledczego do wcześniej opracowanych tez oskarżenia. Zeznania były wydobywane za pomocą tortur, które Różański stosował powszechnie. Zyskał sobie miano człowieka bezwzględnego i niezwykle brutalnego. Osoby przez niego przesłuchiwane mówiły, że był sadystą. Z. Uniszewski stwierdza: 
Jest absolutnie bezsporne, że Różański sam bił do krwi, tolerował bicie i podżegał do niego podwładnych mu funkcjonariuszy, bijąc w ich obecności. Jego istotną umiejętnością „zawodową” było psychiczne dręczenie ludzi w śledztwie i wydostawanie od nich tą drogą informacji, często fałszywych, których wcześniej nie podaliby nawet podczas tortur w katowniach gestapo.
 Setki osób, przesłuchiwanych przez Różańskiego lub jego podwładnych, straciło życie lub zostało kalekami. Jego postępowanie i mentalność dobrze charakteryzuje sprawa Emilii Malessy „Marcysi”, żony Jana Piwnika „Ponurego”, łączniczki usilnie poszukiwanego przez MBP prezesa Zarządu Głównego Zrzeszenia WiN płk. Jana Rzepeckiego. Została ona aresztowana jesienią 1945. Bezpieka wiedziała, że zna miejsce pobytu Rzepeckiego, lecz nie ujawni go nawet podczas tortur. Wobec tego Różański zastosował metodę „psychologiczną”. Odwołując się do jej sumienia Polki i patriotki, przekonał ją, że będzie odpowiedzialna za przelanie polskiej krwi w wypadku, gdy nie dojdzie do porozumienia między „władzą ludową” a Rzepeckim. Następnie Różański dał jej słowo honoru, że Rzepeckiego i innych członków podziemia niepodległościowego, których bezpieka zatrzyma w wyniku zeznań Malessy, nie spotka nic złego. Mając takie gwarancje ze strony Różańskiego, Malessa zdradziła kryjówkę Rzepeckiego oraz wydała wielu innych żołnierzy AK. Aresztowani zostali poddani brutalnemu śledztwu (Rzepeckiego skazano na 5 lat więzienia). Malessa, gdy dzięki ułaskawieniu wyszła na wolność, zaczęła wydzwaniać do Różańskiego, by ten dotrzymał danego wcześniej słowa honoru i uwolnił wszystkich zatrzymanych w wyniku jej zeznań. Próby te były nieskuteczne. 5 czerwca 1949, nie mogąc żyć ze świadomością zdrady, Malessa popełniła samobójstwo. Różański odpowiada również za aresztowanie prezesa II Zarządu Głównego WiN płk. Franciszka Niepokólczyckiego, którego następnie skazano na śmierć (wyrok nie został wykonany).
Nadzorował śledztwo w sprawie Witolda Pileckiego i jest faktycznym sprawcą skazania go na karę śmierci.
W latach 1949–1951 Różański był też lektorem KC PZPR z ramienia MBP. Prowadził również wykłady o metodach śledztwa operacyjnego w Centrum Wyszkolenia MBP w Legionowie.
Od 1948 do marca 1950, w okresie walki z tzw. gomułkowszczyzną, był kierownikiem tzw. grupy specjalnej (przekształconej w Biuro Specjalne, a następnie tzw. X Departament – Ochrony Partii), gdzie odpowiadał za rozpracowanie „prowokatorów” wewnątrz partii komunistycznej. Swoimi „metodami śledczymi” (również torturami) Różański objął członków partii, których postanowiła wyeliminować ekipa Bieruta. Jego ofiarami w tej wewnętrznej rozgrywce w PZPR stali się m.in. Marian Spychalski, Włodzimierz Lechowicz, A. Jaroszewicz. Śmierć płk. W. Dobrzyńskiego podczas przesłuchania, zakwalifikowana jako brak „sukcesów” w śledztwie, stała się powodem powołania specjalnej komisji, która odesłała Różańskiego z powrotem do Departamentu Śledczego. Jego pozycję dodatkowo osłabiło odsunięcie od władzy Ławrientija Berii.

### Koniec kariery w UB
Śmierć Stalina rozpoczęła krytykę nadużyć aparatu bezpieczeństwa początkowo w ZSRR, a następnie w Polsce. Władze komunistyczne próbowały w sposób niezwykle powierzchowny przeprowadzić operację mającą na celu ukaranie winnych nadużyć w aparacie bezpieczeństwa. Jesienią 1953 Centralna Komisja Kontroli Partyjnej (CKKP) w Warszawie otrzymała skargę przeciwko Różańskiemu, wniesioną przez torturowane przez niego członkinie PZPR H. Siedlik i E. Piwińską, które w lipcu 1953 zwolniono z więzienia. Kobiety oskarżyły Różańskiego o stosowanie tortur. Skarga zawierała opis metod stosowanych w śledztwie. Jej autorki oskarżyły wręcz Różańskiego, że jest zboczeńcem i sadystą. Stało się to podstawą wszczęcia przez CKKP sprawy przeciwko Różańskiemu. Do oskarżenia włączyła się także niechętna Różańskiemu Julia Brystygierowa. 5 marca 1954, na mocy rozkazu personalnego nr 222 podpisanego przez ministra Stanisława Radkiewicza, zwolniono Różańskiego z zajmowanego stanowiska w MBP, ale zachował on stopień pułkownika. 

### Aresztowanie i proces
Po odejściu z MBP pracował w Zespole Programu Zagranicznego Polskiego Radia. W połowie roku 1954 został powołany na stanowisko dyrektora w Państwowym Instytucie Wydawniczym. Dalszej karierze Różańskiego w PRL stanęły na przeszkodzie audycje Józefa Światły, emitowane od września 1954 na antenie Radia Wolna Europa, w których obnażył metody działania MBP. Aby ratować sytuację, władze PRL postanowiły „ukarać” odpowiedzialnych za stosowanie zbrodniczych praktyk w MBP i z tej przyczyny „naturalnym” celem ataku stał się Różański. Decyzja o wszczęciu śledztwa przeciw niemu zapadła najpierw na posiedzeniu Biura Politycznego KC PZPR i dopiero później podjęła je Generalna Prokuratura PRL. Odpowiedni wniosek przedstawił 8 listopada 1954 prokurator generalny S. Kalinowski. Tego samego dnia Różański został aresztowany. Śledztwo w jego sprawie zlecono wiceprokuratorowi Generalnej Prokuratury K. Kukawce. Różańskiego oskarżono o przestępstwo z art. 141 Kodeksu Karnego Wojska Polskiego: jako dyrektor Departamentu Śledczego MBP przekroczył granice swych uprawnień i pełnomocnictw, wyrządzając przez to poważną szkodę interesom PRL.
Proces przeciwko Różańskiemu odbywał się przy drzwiach zamkniętych i nadzorowany był osobiście przez sekretarza KC Franciszka Mazura (kontrola partyjna była potrzebna, aby proces przebiegał według ustalonego scenariusza, w którym nie było miejsca dla innych odpowiedzialnych za zbrodnie MBP). Ponadto akt oskarżenia, który sporządził Kukawka, był opracowywany pod kontrolą członków Biura Politycznego. Pierwsza rozprawa odbyła się 19 grudnia 1955 przed Sądem Wojewódzkim w Warszawie. Proces trwał tylko 2 dni, świadkowie byli przesłuchiwani bardzo pośpiesznie (głównym świadkiem oskarżenia była Siedlik). 23 grudnia Różański został skazany dwukrotnie na 5 lat więzienia, ale na mocy amnestii zmniejszono mu karę do 3 lat i 4 miesięcy. Udowodniono mu jedynie, że osobiście stosował zabronione przez prawo metody w toku śledztw przeciwko osobom podejrzanym o działalność antypaństwową, brał bezpośredni udział w biciu przesłuchiwanych oraz stosowaniu innych niedozwolonych środków. Stwierdzono ponadto, że jego postępowanie spowodowało demoralizację podległych mu oficerów śledczych, którzy widzieli w nim wzór do naśladowania. Podczas procesu całkowicie pominięto odpowiedzialność Różańskiego za aresztowania i torturowanie członków podziemia niepodległościowego.
Do kwietnia 1956 Różański pozostawał w areszcie wewnętrznym MBP. Dopiero na skutek interwencji prokuratora został przeniesiony do więzienia na Mokotowie. W lipcu 1956 Sąd Najwyższy w Izbie Karnej rozpatrzył rewizję nadzwyczajną złożoną przez prokuratora generalnego i przekazał sprawę do ponownego rozpatrzenia przez Sąd Wojewódzki w Warszawie. W rewizji zarzucono Sądowi Wojewódzkiemu niewykazywanie inicjatywy w kierunku ujawnienia danych naświetlających całość przestępczej działalności oskarżonego. Wytknięto także umyślne zaniechanie przesłuchania świadków i niesprawdzanie dowodów. Następstwem decyzji Sądu Najwyższego było przekazanie sprawy Różańskiego Prokuraturze Generalnej do uzupełnienia śledztwa. W sierpniu 1956 Różański ponownie został przesłuchany. 31 grudnia 1956, na fali wydarzeń „Października 1956”, wznowiono przeciw niemu śledztwo, które jednak połączono ze śledztwem przeciwko dwóm innym pracownikom MBP oskarżonym o stosowanie „niehumanitarnych metod” w pracy śledczej – Anatolowi Fejginowi i Romanowi Romkowskiemu.

## Wyrok i odwołanie
Proces rozpoczął się 16 września 1957, a 11 listopada tego roku sąd skazał Różańskiego i Romkowskiego na kary 15 lat więzienia, a Fejgina na 12. Podczas procesu nie wzięto pod uwagę całokształtu zbrodniczej działalności Romkowskiego, ograniczając się jedynie do oskarżenia go o stosowanie „niedozwolonych czynów” wobec kilkudziesięciu członków PZPR. Całkowicie przemilczano fakt prześladowania przez Różańskiego członków polskiego podziemia niepodległościowego oraz powiązań Różańskiego z sowieckimi organami bezpieczeństwa.

Oskarżeni odwołali się od wyroku, składając 2 października 1958 rewizję do Sądu Najwyższego (SN). W jej wyniku SN obniżył Różańskiemu karę do 14 lat z zaliczeniem dotychczasowego okresu spędzonego w areszcie i więzieniu. Różański starał się o warunkowe zwolnienie, jednak 8 kwietnia 1964 Sąd Wojewódzki we Wrocławiu, gdzie przebywał w areszcie Różański, odrzucił wniosek obrońcy, stwierdzając: 
Sąd doszedł do przekonania, że dotychczasowy pobyt w więzieniu, aczkolwiek długi, nie spowodował pożądanych zmian w jego psychice. Skazany do dnia dzisiejszego nie zrozumiał i nie chce zrozumieć w pełni, na czym polegała jego wina i olbrzymia szkodliwość społeczna czynów przez niego popełnionych. Skazany do dnia dzisiejszego nie jest jeszcze w stanie w sposób definitywny potępić swoich antyhumanitarnych metod stosowanych przez niego wobec ludzi.
 Mimo tego już 8 października 1964 Rada Państwa zastosowała prawo łaski. Józef Różański, Roman Romkowski i Anatol Fejgin wyszli na wolność.
Po wyjściu z więzienia Józef Różański nie miał większych trudności ze znalezieniem pracy. Został urzędnikiem w Mennicy Państwowej w Warszawie, aż do przejścia na emeryturę w 1969. Nigdy nie wykazał skruchy z powodu popełnionych zbrodni.
Zmarł 21 sierpnia 1981 roku w wyniku choroby nowotworowej, pochowany na Cmentarzu Żydowskim przy ulicy Okopowej w Warszawie (sektor 12b-14-6).

## Ordery i odznaczenia
- Order Krzyża Grunwaldu II klasy (13 grudnia 1945)[13]
- Order Krzyża Grunwaldu III klasy (10 października 1945)[14]
- Krzyż Oficerski Orderu Odrodzenia Polski
- Krzyż Kawalerski Orderu Odrodzenia Polski
- Złoty Krzyż Zasługi
- Odznaka Grunwaldzka